# The Way to Your Heart
The Way to Your Heart is een Engelstalige single van de Belgische band Leyers, Michiels & Soulsister en afkomstig van het debuutalbum It Takes Two uit 1988. In oktober dat jaar werd het nummer op single uitgebracht.

## Geschiedenis
Soulsister had met dit nummer een nummer 1-hit in België. In Nederland, Duitsland, Oostenrijk en Zwitserland haalden ze de top 10. In diverse andere Europese landen werd het nummer eveneens een hit en in de Billboard Hot 100 klom het liedje op tot de 41ste plaats. Uiteindelijk werd het Soulsisters bekendste hit, waardoor ze door velen als eendagsvlieg bestempeld werden, de andere nummers waren immers vrijwel alleen in België een hit.
Op de B-kant van de single stond tevens een kortere én een instrumentale versie van het lied. Hierdoor werd de single voor de halve prijs verkocht. Toen niet veel later bleek dat het een enorme hit werd, werd de prijs een stuk hoger.
Het nummer verscheen op het album It Takes Two uit 1988, waarvan er meer dan 70.000 exemplaren over de toonbank gingen.

## Meewerkende artiesten
- Producer:
  - Chris Lord-Alge
- Muzikanten:
  - Beverly Jo Scott (achtergrondzang)
  - Billy Overloop (percussie, saxofoon)
  - Jan Cuyvers (drums)
  - Jan Leyers (gitaar, zang)
  - Marc Van Puyenbroeck (basgitaar)
  - Paul Michiels (keyboards, zang)
  - Paul Poelmans (keyboards)
  - Ruud Breuls (trompet)

## NPO Radio 2 Top 2000
The Way To Your Heart stond alleen in 1999 in de NPO Radio 2 Top 2000, op plek 1543.